# Österrikes distrikt
Österrike är indelat i 79 distrikt och 15 städer med egen statut, det vill säga städer som inte tillhör något distrikt. Tillsammans täcker dessa 94 enheter hela landet. Det utgör den administrativa förvaltningsnivån under Österrikes nio förbundsländer. Distrikten delas i sin tur in i totalt 2 093 kommuner (inklusive de 15 städerna med egen statut).

## Distriktets uppgifter
Distriktet, (tyska: politischer Bezirk), är statsförvaltningens och förbundslandsförvaltningens lägsta förvaltningsenhet och underställt förbundslandsregeringen.
Distriktsstyrelsen (Bezirkshauptmannschaft) är inte vald, utan utsedd av förbundslandsregeringen. Distriktschefen kallas för Bezirkshauptmann/Bezirkshauptfrau.
Till distriktsstyrelsens uppgifter hör områdena:
- myndighetsutövning beträffande
  - näringsverksamhet
  - vattendomar och trafikdomar
  - skogsbruks- och jaktförvaltning
  - migrationsärenden
- distriktsläkare och distriktsveterinär
- socialkontor
- tillsyn över kommunerna m m

Där det inte finns statliga polismyndigheter är distrikten även ansvariga för den polisiära verksamheten.
Varje distrikt och stad med egen statut har en förkortning på en eller två bokstäver som används på registreringsskyltar för vägfordon.

## Städer med egen statut
En stad med egen statut (tyska: Statutarstadt) är en stad som inte lyder under kommunallagen, utan har sin egen stadslag (statut) utfärdad av förbundslandet. Denna lag kan innebära att staden har större befogenheter och ansvar än vad ett distrikt eller en kommun har. Dessa städer tillhör inte något distrikt, utan stadsförvaltningen sköter även distriktsuppgifterna. Wien är ett specialfall, eftersom staden Wien även är ett eget förbundsland.

Österrikes administrativa indelningsstruktur.